# Liste des objets imaginés par Isaac Asimov agissant sur le cerveau
Dans les cycles de Fondation et des robots, Isaac Asimov privilégie une approche directe avec le cerveau. Cela se traduit dans ses nouvelles sur la robopsychologue Susan Calvin, par les robots télépathes R. Giskard Reventlov et R. Daneel Olivaw, ou encore les mentalistes de la seconde fondation, ainsi que les mystérieux personnages de Gaia.
Cette proximité avec le cerveau s'est souvent révélée dans la création d'objet pour lire dans les pensées, agir sur l'esprit.

## Liste des objets

### L'amplificateur synaptique
C'est un équipement qui améliore le passage de l'information dans les synapses. il permet de développer des capacités extra-sensorielles et augmente sérieusement les propriétés du cerveau comme la mémoire, l'aptitude à comprendre, à déduire et à apprendre. Cet équipement joue un rôle essentiel dans le roman Cailloux dans le ciel.

### Le Visi-Sonor
Le Visi-sonor est un instrument de musique qui agit directement sur les parties visuelles et auditives du cerveau, sans passer par les nerfs.

### La psychosonde
La psychosonde est un appareil qui établit un lien direct avec le cerveau et permet la lecture des pensées, ainsi que l'effacement de certains souvenirs des couches superficielles comme profondes de la mémoire.

### Le cérébroanalyseur
Le cérébroanalyseur est un appareil qui permet la cérébroanalyse ou l'interprétation des champs électromagnétiques des cellules cérébrales humaines. Dans Les Cavernes d'acier, R. Daneel Olivaw soumet différentes personnes à la cérébroanalyse pour découvrir quel humain serait capable de commettre un meurtre sciemment. L'opération s'effectue sans que la personne cérébroanalysée n'en soit consciente. Le même robot détecte chez un humain les émotions liées à une pensée.
Sans doute à cause de son caractère trop puissant, et peut-être trop peu crédible, la cérébroanalyse ne sera utilisée que dans cet ouvrage.

### Le fouet neuronique
Inventé dès l'époque des Robots (elle est citée pour la première fois par R. Daneel dans Les Robots et l'Empire), le fouet neuronique est une arme qui stimule certains neurones afin de créer une douleur intense chez un individu, sans lui causer de dommages physiques. D'un petit calibre, il s'utilise comme une arme de poing. On le retrouve plusieurs fois dans la série Fondation, notamment lors du dernier volet, Terre et Fondation, où il est utilisé par Golan Trevize.

### L'encéphalogramme développé
Il s'agit d'un développement considérable des possibilités de l'encéphalogramme actuel par le docteur Darell dans le livre La Quête de la Fondation. L'objet permet de voir sur les tracés si une personne a été manipulée par des agents de la Seconde Fondation, mentalistes capables de lire et de modifier les pensées.

### L'écran protecteur
Du même inventeur, le Dr. Darell, il s'agit d'un appareil inhibant les attaques mentalistes, et préservant ainsi le libre arbitre des personnes protégées. Cette invention, également imaginée dans le livre La Quête de la Fondation, se retrouve dans Fondation foudroyée. Le maire Branno en a alors équipé son vaisseau spatial en prévision d'une attaque mentaliste qui va effectivement se produire. Mais le bouclier mis en place n'est pas encore assez puissant pour empêcher totalement l'action de ces membres de la seconde Fondation. Il les contraint cependant à agir en mobilisant plus de puissance mentale, au risque d'endommager l'esprit des personnes.

### L'arme mentale
Toujours du Dr. Darell, cette invention est l'équivalent d'un projectile aveuglant pour les humains normaux. La théorie du docteur est la suivante : les mentalistes de la seconde Fondation ont développé un nouveau sens (la lecture et le contrôle des esprits) avec sans doute l'intermédiaire d'un nouvel organe. Il imagine une sorte d'arme: un objet qui émet des ondes mentales sur des fréquences variées, à puissance changeante. Uniquement perceptible par les mentalistes, cette arme leur cause une souffrance inouïe. Il établit un parallèle avec nous autres humains qui disposons du sens de la vue : quelle serait notre réaction si l'on alternait flash intenses, lumières colorées, faisceaux balayants ?

### L'ordinateur à liaison directe avec le cerveau
Dans Fondation foudroyée, et Terre et Fondation, le vaisseau de Golan Trevize est dirigé par un ordinateur qui est commandé par la pensée. Cela lui offre bien sûr une précision et un contrôle absolu sur son appareil. Un tel ordinateur a été mis au point par la première fondation, et constitue l'aboutissement de la liaison homme/ordinateur. D'autres personnes n'établissent pas un contact aussi fort que Trevize avec l'ordinateur. Le contact mental passe par les mains.
Il peut paraître surprenant que Asimov n'emploie les ordinateurs qu'à partir de Fondation foudroyée, mais les 3 premiers tomes de Fondation ont été écrits dans les années 1950, alors que les deux derniers dans les années 1980. Or, c'est pendant cette période que s'est développé l'ordinateur. Il est également fait mention d'un terminal d'ordinateur dans Les robots et l'empire, écrit en 1985.

### Les lobes amplificateurs
Dans Terre et Fondation, Golan Trevize et son équipage arrivent à proximité des mondes spaciens. Ils rencontrent des solariens qui, par l'intermédiaire de lobes amplificateurs de pouvoir mental, pouvaient déplacer des objets (télékinésie) et disposaient d'un grand pouvoir.